# تجربه روان‌گردان
تجربه روان‌گردان، یا تجربه‌ی سایکدلیک (به‌عامیانه سفر یا فضانوردی) حالت تغییر یافته هشیاری گفته می‌شود که از مصرف مواد روان‌گردان (معمول‌ترین آن‌ها عبارت اند از: LSD، مسکالین، قارچ‌های سیلوسایبین یا DMT) ایجاد می‌شود. به عنوان مثال، سفر اسیدی یک تجربه روان‌گردان است که از اثر مصرف LSD ایجاد می‌شود، در حالی‌که سفر قارچی یک تجربه روان-گردان ناشی از مصرف سیلوسایبین می‌باشد. ویژگی‌های تجربه روان‌گردان شامل تغییر در ادراک عادی مانند اختلالات بصری و از دست دادن هویت‌خودی است. که بعضاً بنام تجربه‌های اسرارآمیز نیز تفسیر می‌گردد. تجارب روان‌گردان قابل پیش‌بینی نیستند، چون بعضاً این سفرها بسیار خوشایند هستند که معروف به سفر خوب است و برخی اوقات ترسناک هستند که بنام سفر بد از آن یاد می‌گردد. پیامد تجربه روان‌گردان در حد زیادی بستگی به حالت، شخصیت، انتظارات و محیط شخص مصرف‌کننده دارد (به آن‌ها ذهن و محیط (ست و ستینگ) نیز می‌گویند).
پژوهش‌گران تجربیات روان‌گردان را در روشنایی یک تعداد نظریه‌های علمی شامل نظریهٔ روان‌پریشی مدل، نظریهٔ پالایش، نظریه‌ی آسیب‌شناسی روانی، نظریهٔ مغز انتروپیک، نظریهٔ معلومات منسجم و پردازش پیش‌گویانه تشریح نموده‌اند. تجربیات روان‌گردان در حوزه‌های دینی و معنوی نیز تشریح و تفسیر گردیده‌اند.

## ریشه‌شناسی
اصطلاح psychedelic نخستین بار توسط روان‌پزشک «همفری اوسماند» در جریان مراسلات تحریری وی با نویسنده آلدوس هاکسلی به کار برده شده و سپس توسط اوسماند به آکادمی علوم نیویارک در سال ۱۹۵۷ میلادی پیشکش گردید. این اصطلاح از دو واژه یونانی ψυχή (سایکی، به معنی «روح، ذهن») و δηλείν (دیلین، به معنی «آشکارسازی») تشکیل شده‌است که معنی لغوی آن «آشکارسازی ذهن» می‌باشد، بدین معنی که تجربیات سایکیدلیک می‌تواند پوتانسیال استفاده نشده ذهن انسان را آشکار سازد. اصطلاح سفر (تریپ) نخستین بار توسط دانشمندان ارتش ایالات متحده در دهه ۱۹۵۰ میلادی زمانی‌که LSD را آزمایش می‌نمودند به‌کار برده شد.

## پدیده‌شناسی
علی‌رغم تلاش‌های که از قرن نوزدهم و بیستم میلادی بدینسو برای تعریف کردن ساختارهای پدیده‌شناختی مشترک از تأثیرات که مصرف مواد روان‌گردان کلاسیک بار می‌آورد، صورت گرفته‌است، تا هنوز چنین طبقه‌بندی که مورد قبول همگی باشد وجود ندارد.

### تغییرات بصری
یکی از عناصر برجسته تجربیات روان‌گردان، تغییرات بصری است. تغییرات بصری هنگام تجربه روان‌گردان بگونهٔ است که فوراً اشکال هندسی مغلق و سیال در میدان دید به حرکت می‌افتند. زمانی‌که چشم‌ها باز باشد، این تغییرات بصری روی اجسام و فضا در محیط فیزیکی را می‌پوشاند؛ هنگامی‌که چشم‌ها بسته باشد، این تغییرات بصری در «دنیای درونی» و در عقب پلک‌ها دیده می‌شود. تعداد و پیچیدگی این اشیای هندسی رو به افزایش خواهد بود، حتی زمانی‌که چشم‌ها بسته باشد. این تغییرات دیداری معمولاً باعث توهم نمی‌گردد، چون شخصی که در حال تجربه روان‌گردان است هنوز هم می‌تواند پدیده‌های واقعی و خیالی را از هم تفکیک نماید، هرچند در بعضی از موارد توهم نیز می‌تواند به فرد دست دهد. در موارد بسیار نادر، تجربیات روان‌گردان می‌تواند شامل توهم‌های مغلق در مورد اشیا، حیوانات، مردم یا حتی افق‌های کامل باشد. تغییراتی دیداری هم‌چنین شامل برخی تأثیرات دیگر مانند پس‌تصویرها، تغییر رنگ‌ها و پاریدولیا می‌باشد.

### تجربیات اسرارآمیز
تعدادی از مطالعات علمی که توسط «رونالد آر. گریفیتس» و برخی از پژوهشگران دیگر انجام شده، پیشنهاد می‌نماید که مصرف مقادیر زیادی از سیلوسایبین و سایر روان‌گردان‌های کلاسیک باعث ایجاد تجربه‌های اسرارآمیز در بسیاری افراد تحت آزمایش گردیده‌است. مطالعه‌ای در دانشگاه جان هاپکینز در ۲۰۱۱ میلادی، تجربه‌های اسرارآمیز را از طریق پرسشنامه‌های روان‌سنجی که شامل پرسشنامه‌های حالت خودآگاهی (که در آن‌ها پرسش‌های مرتبط ذکر شده بود)، میزان اسرارآمیز بودن و پرسشنامه APZ بود را بررسی نمود. پژوهش‌گران مشاهده نمودند که سیلوسایبین «باعث تجربیات اسرار آمیز شخصی و روحی قابل توجهی می‌گردد که تغییرات درازمدت در رفتار، رویه‌ها و ارزش‌ها را پیش‌بینی می‌نماید».
بعضی پژوهش‌ها، شباهت‌هایی میان تجربه‌های روان‌گردان و حالت‌های غیرعادی آگاهی که در میدیتیشن و تجربه‌های نزدیک به مرگ تجربه می‌شود را یافته‌اند. از پدیده زوال نفس اغلب به عنوان ویژگی کلیدی تجربه روان‌گردان یاد می‌گردد.
افرادی که تجربیات روان‌گردان داشته‌اند اکثراً می‌گویند که آنچه را تجربه کردند از تجربه عادی هم «واقعی‌تر» بوده‌است. به عنوان مثال، روانشناس «بنی شانون» که خود سفر آیاهواسکا را تجربه نمود، در رابطه به ارزیابی خود می‌گوید. البته این امر در تجربه آیاهواسکا معمول است: «آنچه در جریان مستی دیده می‌شود و تفکر می‌گردد واقعی بودن را تعریف می‌کند، در حالی‌که دنیای عادی در حقیقت یک توهم است». همین‌طور، روان‌پزشک استانیسلاف گروف در مورد تجربه LSD گفت: «بینش‌های پیچیده الهامی در مورد ماهیت هستی… معمولاً همراه با این حس یقینی که این دانش در نهایت نسبت به ادراکات و باورهایی که ما به‌طور روزمره شریک می‌نماییم، بیشتر واقعی و مرتبط است».

### سفرهای بد
«سفر بد» یک تجربه شدیداً ناخوشایند روان‌گردانی است. مثلاً سفر ناشی از مصرف سیلوسایبین اغلب باعث اضطراب شدید، گیچی و دل آشفتگی یا حتی اپیسودهای روان‌پریشی می‌گردد. سفرهای بد بیشتر مرتبط با «اضطراب زوال نفس»‏ (AED) در پرسشنامه APZ است که در تحقیق تجربیات روان‌گردانی استفاده می‌گردد. از ۲۰۱۱ بدین‌سو داده‌های دقیق در مورد تعداد واقعات سفرهای بد در دسترس نیست. بعضی از پژوهش‌ها پیشنهاد می‌نماید که ریسک سفر بد پس از مصرف سیلوسایبین در صورتی‌که از چندین مواد مخدر استفاده گردد، اگر مصرف کنده تاریخچه بیماری روانی داشته باشد و زمانی‌که مصرف‌کننده توسط یک شخص هشیار نظارت نگردد، بالاتر است.
در محیط‌های پژوهش بالینی، پیش‌گیری‌های چون بررسی و آماده‌سازی شرکت‌کنندگان، آموزش دادن به ناظرانی که در جریان تجربه حضور می‌داشته باشند و انتخاب محیط فیزیکی مناسب می‌تواند احتمال افسردگی روانی را به حداقل برساند. پژوهشگران پیشنهاد نموده‌اند که حضور «هم‌سفران» (یعنی رصدکنندگان جلسه) ممکن است تجربه‌های منفی مرتبط به سفر بد را در حد قابل ملاحظه‌ای کاهش دهند. در بیشتر مواردی که اضطرابات در جریان تجربه روان‌گردانی نظارت شده بروز می‌نماید، تنها اطمینان خاطر مجدد از جانب نظارت کننده برای حل مشکل کافی است؛ با این وجود، در صورت شدید شدن افسردگی می‌توان آن را با دارو معالجه نمود، به عنوان مثال با استفاده از بنزودیازپین دیازپام.‏
روان‌پزشک استانیسلاف گروف نوشته‌است که تجربه‌های ناخوشایند روان‌گردانی الزاماً ناسالم یا نامطلوب نیستند، به این دلیل که ممکن است این تجربیات ناخوشایند به واسطه درمان‌های روان‌شناختی معالجه شوند و در نتیجه باعث پیشرفت و حل مسائل حل نشده روانی گردد. طبق نظریهٔ روایت، مؤلفان یک مطالعه در ۲۰۲۱ میلادی که ۵۰ نفر از مصرف‌کنندگان مواد روان گردان را مورد مطالعه قرار دادند، دریافتند که بیشتر این افراد سفرهای بد را به عنوان منبع بینش یا حتی نقطه عطفی در زندگی تعریف نمودند.

## مدل‌های علمی
«لینک آر. سوانسون» چارچوب‌های علمی برای درک تجربه‌های روان‌گردانی را به دو موج تقسیم می‌کند. او در موج اول که شامل چارچوب‌های قرن نزدهم و بیستم می‌گردد نظریهٔ روان‌پریشی نمونه (در پارادایم روان‌پریش‌زایی)، نظریهٔ پالایش و نظریهٔ آسیب‌شناسی روانی را می‌گنجاند. سوانسون در نظریه‌های موج دوم که شامل چارچوب‌های قرن بیست و یکم می‌باشد، نظریهٔ مغز انتروپیک، نظریهٔ معلومات منسجم و پردازش پیش‌گویانه را می‌گنجاند.

### نظریهٔ روان‌پریشی نمونه
پژوهش‌گران که روی مسکالین در اوایل قرن نزدهم و LSD در اواسط قرن بیستم میلادی پژوهش می‌نمودند علاقه پیدا نمودند تا از این داروها برای ایجاد «روان‌پریشی نمونه» استفاده نمایند تا پژوهش‌گران و شاگردان طب بتوانند از تجربهٔ که بیماران اسکیزوفرنی و سایر اختلالات روان‌پریشی تجربه می‌کنند درک بهتری پیدا کنند.

### نظریهٔ پالایش
آلدوس هاکسلی و همفری اوسماند از ایده‌هایی که از قبل در نظریهٔ پالایش موجود بود و می‌گفت هر آنچه وارد خودآگاهی می‌شود توسط مغز پالایش می‌گردد، استفاده نمودند تا تجربه‌های روان‌گردانی را تشریح نمایند (اصطلاح سایکدیلیک (روانگردان) از همین پارادایم مشتق شده‌است). هاکسلی بر این باور بود که مغز واقعیت را پالایش می‌کند و داروهای روان-گردان به خودآگاهی این اجازه را می‌دهند تا به «ذهن بزرگ» دسترسی یپدا کند، در حالی‌که اوسماند معتقد بود که مغز بعضی از قسمت‌های ذهن را آگاهانه پالایش می‌نماید. سوانسون می‌نویسد که نظر اوسماند نسبت به نظر هاکسلی ظاهراً «کم‌تر افراطی، دارای سازگاری بیشتر با علوم مادی‌گرایانه و از نظر معرفت‌شناختی و هستی‌شناختی کم‌تر معتبر است».

### نظریهٔ آسیب‌شناسی روانی
نظریهٔ آسیب‌شناسی یک چارچوب تفسیری غالب در روان‌گردان درمانی اواسط قرن نزدهم میلادی بود. به عنوان مثال، روان‌پزشک اهل قزاقستان استانیسلاف گروف تجربه‌های روان‌گردان را این‌گونه توصیف می‌کند، «بسط نام شخص فرایندهای ناخودآگاه ذهن»، وی هم‌چنین پدیده‌شناسی تجربه LSD (که به‌طور مشخص او اصطلاح مرگ و تولد دوباره روانی و عرفانی را به کار برد) را با به‌کارگیری نظریهٔ اتو رانک در مورد حافظه حل نشده ضربهِ تولد مورد بررسی قرار داد.

### نظریهٔ مغز انتروپیک
نظریهٔ مغز انتروپیک نظریهٔ خودآگاهی است که در ۲۰۱۴ میلادی توسط عصب‌شناس «روبین کارهارت هاریس» و همکاران وی که از پژوهش روی داروهای روان‌گردان انگیزه گرفته بودند، پیشنهاد گردید.

### نظریهٔ معلومات منسجم
نظریهٔ معلومات منسجم یک نظریهٔ خودآگاهی است که می‌خواهد تمامی اشکال خودآگاهی را تشریح نماید، این نظریهٔ به‌طور خاص توسط «اندرو گالیمور» در تجربه‌های روان‌گردانی اعمال گردید.

### پردازش پیش‌گویانه
«ساریت پینگ هاسکاس» و همکاران وی پارادایم پردازش پیش‌گویانه در عصب‌شناسی را روی تجربه‌های روان‌گردانی اعمال نمودند تا ایده مغز انتروپیک را صوری‌سازی کنند.

## در حوزه‌های دینی و معنوی
آلن واتس تجربه روان‌گردان را به تغییر خودآگاهی که در ادیان تائوئیسم و ذن انجام می‌شود مرتبط می‌داند و می‌گوید «بیشتر شبیه اصلاح ادراک غلط یا معالجه یک بیماری است… فرایندی اکتسابی آموزش حقایق بیشتر و مهارت‌های عالی‌تر نبوده بلکه بر عکس از یاد بردن عادات و نظریات غلط است». واتس تجربه LSD را این‌گونه توصیف کرد: «آشکارسازی کارهای پنهانی مغز، فرایندهای مشارکتی و دارای یک روال منظم، سیستم‌های نظم دهی که تمامی احساس و تفکر ما را مدیریت می‌کند».
از نظر «لویس لونا» ، تجربیات روان‌گردان دارای ویژگی مجزا بوده و کیفیتی مشابه با گنوسیس دارند؛ یک تجربه آموزشی است که خودآگاهی را ارتقاء داده و عمیقاً باعت توسعهٔ فردی می‌گردد. به این دلیل منابع گیاهی برخی از داروهای روان‌گردان مانند آیاهواسکا و کاکتوس‌های حاوی مسکالین، توسط افرادی که از این داروها استفاده می‌کنند بنام «معلمان گیاهی» نامیده می‌شود.
افزون بر آن، داروهای روان‌گردان در سراسر دنیا توسط مذاهب مورد استفاده قرار می‌گرفته که تاریخ آن به صدها و شاید هزاران سال قبل بر می‌گردد. به علت نوع تجربیاتی که این داروها خلق می‌کنند، اغلب از آن‌ها با عنوان «انتئوژن‌ها» یاد می‌کنند. بعضی مذاهب کوچک معاصر، تجربیات روان‌گردان را مبنای باورها و مناسک دینی خود قرار داده‌اند مانند مذاهب «سانتو دایم» و «کلیسای بومی آمریکایی».‏